# Karl Ferstl
Karl Ferstl, född den 31 december 1945 i Gailitz, är en österrikisk seglare.
Han tog OS-silver i starbåt i samband med de olympiska seglingstävlingarna 1980 i Moskva.